# Jane Lynch
Jane Marie Lynch (Dolton, 14 de julho de 1960) é uma atriz, dubladora, escritora, cantora e comediante americana. Ela é mais conhecida por interpretar a antagonista Sue Sylvester na série musical da Fox, Glee (2009–2015), que lhe rendeu o Primetime Emmy Awards. Lynch também teve um papel recorrente na sitcom da CBS, Two and a Half Men (2004–2014).
Lynch teve papéis em vários filmes de comédia convencionais, como The 40-Year-Old Virgin (2005), Talladega Nights: The Ballad of Ricky Bobby (2006), Alvin e os Esquilos (2007), Role Models (2008), Paul (2011) e The Three Stooges (2012). Ela emprestou sua voz para vários filmes de animação, incluindo Space Chimps (2008), Ice Age: Dawn of the Dinosaurs (2009), Shrek Forever After (2010), Rio (2011), Wreck-It Ralph (2012) e Ralph Breaks the Internet (2018).
Em 2013, Lynch recebeu a 2.505ª estrela na Calçada da Fama de Hollywood na categoria televisão, localizada na 6640 Hollywood Blvd. Entre seus inúmeros prêmios, Lynch recebeu cinco Primetime Emmy Awards, dois Screen Actors Guild Awards e um Globo de Ouro.

## Início da vida
Lynch nasceu em Evergreen Park, Illinois, e foi criada em Dolton, Illinois, filha de uma mãe dona de casa e secretária, Eileen (née Carney), e um pai banqueiro, Frank Lynch. Seu pai era de origem irlandesa e sua mãe era de ascendência irlandesa e sueca. Ela foi criada em uma família católica e participou da Thornridge High School. Ela recebeu seu diploma de bacharel em teatro da Illinois State University e seu mestrado em teatro pela Universidade de Cornell.

## Televisão
| Ano        | Série/Filme                           | Papel                       | Observações |
| 1993       | Bakersfield P.D.                      | Michelle Hathaway           | Episódio: "Bakersfield Madam"                                                                                  |
| 1993       | Empty Nest                            | Tammy                       | Episódio: "The Girl Who Cried Baby"                                                                            |
| 1994       | Married… with Children                | Greta                       | Episódio: "Valentine's Day Massacre"                                                                           |
| 1994       | Party of Five                         | Dr. Pennant                 | Episódio: "Much Ado"                                                                                           |
| 1994       | The John Larroquette Show             | Evaluator                   | Episódio: "The Tutor"                                                                                          |
| 1995       | In The House                          | Ruth                        | Episódio: "Female Trouble"                                                                                     |
| 1995       | NewsRadio                             | Carol                       | Episódio: "The Cane"                                                                                           |
| 1996       | Cybill                                | Mrs. Sweeney                | Episódio: "Educating Zoey"                                                                                     |
| 1996       | 3rd Rock from the Sun                 | Mrs. Koppel                 | Episódio: "Dick, Smoker"                                                                                       |
| 1996       | Caroline in the City                  | Hostess                     | Episódio: "Caroline and the Bad Date"                                                                          |
| 1996       | Frasier                               | Cynthia                     | Episódio: "A Lilith Thanksgiving"                                                                              |
| 1999       | Dharma & Greg                         | Sheryl                      | Episódio: "Play Lady Play"                                                                                     |
| 1999-2000  | Judging Amy                           | ASA Perkins                 | 3 Episódios: "Pilot", "Drawing the Line" & "Waterworld"                                                        |
| 2000       | JAG                                   |                             | Episódio: "The Witches of Gulfport"                                                                            |
| 2000       | Gilmore Girls                         | Nurse                       | Episódio: "Forgiveness and Stuff"                                                                              |
| 2000-2001  | The West Wing                         | Repórter                    | 2 Episódios: "In The Shadow of Two Gunmen: Part 1" & "Two Cathedrals"                                          |
| 2001       | Dawson's Creek                        | Mrs. Witter                 | Episódio: "The Te of Pacey"                                                                                    |
| 2001       | Cursed                                | Carla                       | Episódio: "…And Then Jack Had Two Dates"                                                                       |
| 2001       | Popular                               | Susie Klein                 | Episódio: "I Know What You Did Last Spring Break"                                                              |
| 2001       | The Division                          |                             | Episódio: "The First Hit's Free, Baby"                                                                         |
| 2001       | Arli$$                                |                             | Episódio: "Giving Something Back"                                                                              |
| 2001       | Boston Public                         | Jane Morrell                | Episódio: "Chapter Twenty-Four"                                                                                |
| 2001       | Family Law                            | Cheryl Bowman               | Episódio: "No Options"                                                                                         |
| 2001       | The X-Files                           | Mrs. Anne T. Lokensgard     | Episódio: "Lord of the Flies"                                                                                  |
| 2001       | The King of Queens                    | Dr. Foreman                 | Episódio: "Ovary Action"                                                                                       |
| 2001-2002  | Family Guy                            | Dotty Campbell              | Dublagem, 4 Episódios                                                                                          |
| 2001-2002  | 7th Heaven                            | Nurse                       | 4 Episódios |
| 2002       | Titus                                 | Prosecutor                  | Episódio: "The Trial"                                                                                          |
| 2002       | Felicity                              | Professor Carnes            | 2 Episódios: "Ben Don't Leave" & "The Paper Chase"                                                             |
| 2002       | MDs                                   | Aileen Poole, RN, Ph.D      | |
| 2003       | Watching Ellie                        | Roman                       | Episódio: "TV"                                                                                                 |
| 2003       | The Dead Zone                         | Flo McMurtry                | Episódio: "The Storm"                                                                                          |
| 2003       | Spider-Man: The New Animated Series   | Oscorp Executive            | Dublagem, Episódio: "Heroes and Villains"                                                                      |
| 2003       | According to Jim                      | Janice                      | Episódio: "The Lemonade Stand"                                                                                 |
| 2004       | NYPD Blue                             | Susanna Howe                | Episódio: "You Da Bomb"                                                                                        |
| 2004       | Monk                                  | Dr. Julie Waterford         | Episódio: "Mr. Monk Gets Married"                                                                              |
| 2004       | Las Vegas                             | Helen Putasca               | Episódio: "You Can't Take It With You"                                                                         |
| 2004       | Arrested Development                  | Cindi Lightballoon          | 2 Episódios: "Altar Egos" & "Shock and Aww"                                                                    |
| 2004       | Friends                               | Ellen                       | Episódio: "The One Where Estelle Dies"                                                                         |
| 2004       | Veronica Mars                         | Mrs. Donaldson              | Episódio: "Return of the Kane"                                                                                 |
| 2005       | Unscripted                            | Jane                        | 2 Episódios: "Episode #1.6" & "Episode #1.7"                                                                   |
| 2005       | CSI: Crime Scene Investigation        | Ranger                      | Episódio: "Unbearable"                                                                                         |
| 2005       | Blind Justice                         | Dr. Taylor                  | 2 Episódios: "Four Feet Under" & "Rub a Tub Tub"                                                               |
| 2005       | The Life and Times of Juniper Lee     | Madame Rothchild            | Dublagem, Episódio: "Magic Takes a Holiday"                                                                    |
| 2005       | Weeds                                 | The Candyman                | Episódio: "Fashion of the Christ"                                                                              |
| 2005       | Illeanarama                           |                             | Illeana Douglas project                                                                                        |
| 2005-2006  | Rodney                                | Amy O'Brien                 | 2 Episódios: "Rodney Moonlights" & "Rodney Gets a Leg Up"                                                      |
| 2006       | Desperate Housewives                  | Maxine Bennett              | Episódio: "Silly People"                                                                                       |
| 2006       | Night Stalker                         | Scientist                   | Episódio: "Into Night", sem crédito                                                                            |
| 2006       | Lovespring International              | Victoria Ratchford          | Personagem fixo                                                                                                |
| 2006       | Help Me Help You                      | Raquel Janes                | Personagem recorrente, 5 Episódios                                                                             |
| 2006-2008  | Criminal Minds                        | Diana Reid                  | 5 Episódios: "The Fisher King: Part 1", "The Fisher King: Part 2", "Revelations", "The Instincts" & "Memoriam" |
| 2006-2008  | Boston Legal Another Cinderella Story | Joanna Monroe Dominic Blatt | 3 Episódios: "Can't We All Get A Lung?", "Dances with Wolves" & "The Good Lawyer"                              |
| 2007       | Untitled Christine Taylor Project     |                             | |
| 2007       | Campus Ladies                         | Professor                   | Episódio: "Psych 101"                                                                                          |
| 2007       | The New Adventures of Old Christine   | Ms. Hammond                 | 2 Episódios: "The Real Thing" & "Friends"                                                                      |
| 2007       | American Dad!                         | Various                     | Dubladora, 2 Episódios: "Surro-Gate" & "The Most Adequate Christmas Ever"                                      |
| 2004-2009  | Two and a Half Men                    | Dr. Linda Freeman           | Personagem recorrente                                                                                          |
| 2007- 2009 | Handy Manny                           | Jackie Greenway             | Personagem recorrente                                                                                          |
| 2005-2009  | The L Word                            | Joyce Wischnia              | Personagem recorrente                                                                                          |
| 2008       | My Name Is Earl                       | Sissy                       | Episódio: "I Won't Die With a Little Help From My Friends"                                                     |
| 2008       | Psych                                 | Barbara Dunlap              | Episódio: "There Might Be Blood"                                                                               |
| 2009       | The Spectacular Spider-Man            | Joan Jameson                | dublagem, Episódio: "Gangland"                                                                                 |
| 2009       | Party Down                            | Constance Carmell           | Personagem fixo                                                                                                |
| 2009- 2015 | Glee                                  | Sue Sylvester               | Personagem fixo                                                                                                |
| 2010       | iCarly                                | Pam Pucket (Mãe da Sam)     | 2º episódio: "iSam's Mom"                                                                                      |
| 2012       | The Glee Project                      | (Como ela mesma)            | Mentora 2ª temporada (Episódio: "Fearlessness")                                                                |
| 2012       | Os Simpsons                           | Roz Davis                   | Voz no episódio "Replaceable You"                                                                              |
| 2016       | Angel From Hell                       | Amy                         | Personagem fixo                                                                                                |

## Filmografia

### Década de 1980 - 1990
| Ano  | Nome                                 | papel             | Observações                |
| 1988 | Taxi Killer                          |                   |                            |
| 1988 | Vice Versa                           | Ms. Linstrom      |                            |
| 1992 | In the Best Interest of the Children | Gwen Hatcher      | Telefilme, como Jany Lynch |
| 1992 | Straight Talk                        | Gladys            |                            |
| 1993 | The Fugitive                         | Dr. Kathy Wahlund |                            |
| 1993 | Fatal Instinct                       | Prison Reporter   |                            |
| 1997 | Touch Me                             | Counselor         |                            |

### Década de 2000
| Ano  | Nome                                            | papel                         | Observações          |
| 2000 | What Planet Are You From?                       | Doreen                        |                      |
| 2000 | Red Lipstick                                    | Final TV Newscaster           |                      |
| 2000 | Best in Show                                    | Christy Cummings              |                      |
| 2001 | Nice Guys Finish Last                           | Mom                           | Comédia              |
| 2001 | Martini                                         | Dr. Jane                      | Curta-metragem       |
| 2002 | Hiding in Walls                                 | Diane Moffet                  | Comédia              |
| 2002 | Collateral Damage                               | Agent Russo                   |                      |
| 2002 | The Big Time                                    | Miss Rush                     | Telefilme            |
| 2003 | A Mighty Wind                                   | Laurie Bohner                 |                      |
| 2003 | Exposed                                         | Julie Gross                   |                      |
| 2004 | Little Black Boot                               | Grace                         | Comédia              |
| 2004 | Surviving Eden                                  | Maude Silver                  |                      |
| 2004 | Sleepover                                       | Gabby Corky                   |                      |
| 2004 | Memoirs of an Evil Stepmother                   | Blanche Monroe                | Comédia              |
| 2004 | Lemony Snicket's A Series of Unfortunate Events | Realtor                       | Sem crédito          |
| 2004 | The Aviator                                     | Amelia Earhart                | Cenas deletadas      |
| 2005 | Holly Hobbie and Friends: Surprise Party        | Joan Hobbie / Minnie          | Animação, dubladora  |
| 2005 | Promtroversy                                    | Mimi Nimby (Concerned Parent) | Comédia              |
| 2005 | The 40-Year-Old Virgin                          | Paula                         |                      |
| 2005 | Bam Bam and Celeste                             | Darlene                       |                      |
| 2005 | The Californians                                | Sybill Platt                  |                      |
| 2006 | The List                                        | Dr. Davina                    |                      |
| 2006 | Separated at Worth                              | Jennifer                      | Filme para TV        |
| 2006 | Fifty Pills                                     | Doreen                        |                      |
| 2006 | Talladega Nights: The Ballad of Ricky Bobby     | Lucy Bobby                    |                      |
| 2006 | For Your Consideration                          | Cindy                         |                      |
| 2006 | The Frank Anderson                              | Dr. Emily Brice               | Comédia              |
| 2006 | Holly Hobbie and Friends: Christmas Wishes      | Joan Hobbie / Minnie          | Animação, dubladora  |
| 2006 | Eye of the Dolphin                              | Glinton                       |                      |
| 2007 | I Do & I Don't                                  | Nora Stelmack                 |                      |
| 2007 | Smiley Face                                     | Casting Diretora              |                      |
| 2007 | Suffering Man's Charity                         | Ingrid                        |                      |
| 2007 | Love is Love                                    | Reverend Greeley              | Comédia              |
| 2007 | Holly Hobbie and Friends: Best Friends Forever  | Joan Hobbie / Minnie          | Animação, dubladora  |
| 2007 | Alvin and the Chipmunks                         | Gail                          |                      |
| 2007 | Walk Hard: The Dewey Cox Story                  | News Interviewer              |                      |
| 2008 | The Toe Tactic                                  | Honey Strumpet                |                      |
| 2008 | The Hammer                                      | Woman in hardware store       |                      |
| 2008 | Adventures of Power                             | Joni                          |                      |
| 2008 | Tru Loved                                       | Ms. Maple                     |                      |
| 2008 | Space Chimps                                    | Dr. Poole                     | Dubladora            |
| 2008 | The Rocker                                      | Lisa                          |                      |
| 2008 | Another Cinderella Story                        | Dominique Blatt               |                      |
| 2008 | Role Models                                     | Gayle Sweeny                  |                      |
| 2008 | Man Maid                                        | Sabena                        |                      |
| 2009 | Weather Girl                                    | J.D.                          |                      |
| 2009 | Spring Breakdown                                | Senator Kay Bee Hartmann      |                      |
| 2009 | Mr. Troop Mom                                   | Ms. Hulka                     | Filme do Nickelodeon |
| 2009 | Julie & Julia                                   | Dorothy McWilliams            |                      |
| 2009 | Post Grad                                       | Carmella Malby                |                      |

### Década de 2010
| Ano  | Nome                      | Personagem       | Notas         |
| ---- | ------------------------- | ---------------- | ------------- |
| 2010 | Paul                      | não divulgado    |               |
| 2012 | Wreck-It Ralph            | Sargento Calhoun | Animação, voz |
| 2012 | The Three Stooges         | Madre Superiora  |               |
| 2013 | Escape from Planet Earth  | Io               | Animação, voz |
| 2018 | Ralph Breaks the Internet | Sargento Calhoun | Animação, voz |

### Década de 2020
| Ano  | Nome           | Personagem                | Notas                     |
| ---- | -------------- | ------------------------- | ------------------------- |
| 2020 | Bubble Guppies | Gênio                     | Voz; "Genie in a Bubble!" |
| 2020 | Space Force    | Chief of Naval Operations | Elenco regular            |

## Vida pessoal
Lynch é abertamente lésbica; em 2005, ela foi nomeada uma das Power Up das "10 Incríveis Mulheres Gays no Showbiz". Lynch se casou com a psicóloga clínica Lara Embry em 31 de maio de 2010, em Sunderland, Massachusetts. Elas se encontraram pela primeira vez um ano antes em uma arrecadação de fundos em San Francisco. Em junho de 2013, Lynch anunciou que ela e Embry estavam se divorciando depois de três anos de casamento. O divórcio foi finalizado em janeiro de 2014.
Lynch é surda de um ouvido devido a danos nos nervos. Em 19 de julho de 2013, ela especulou para Craig Ferguson no The Late Late Show que a surdez no ouvido foi provavelmente causada por ter tido uma febre alta quando criança.